# 소켓 5

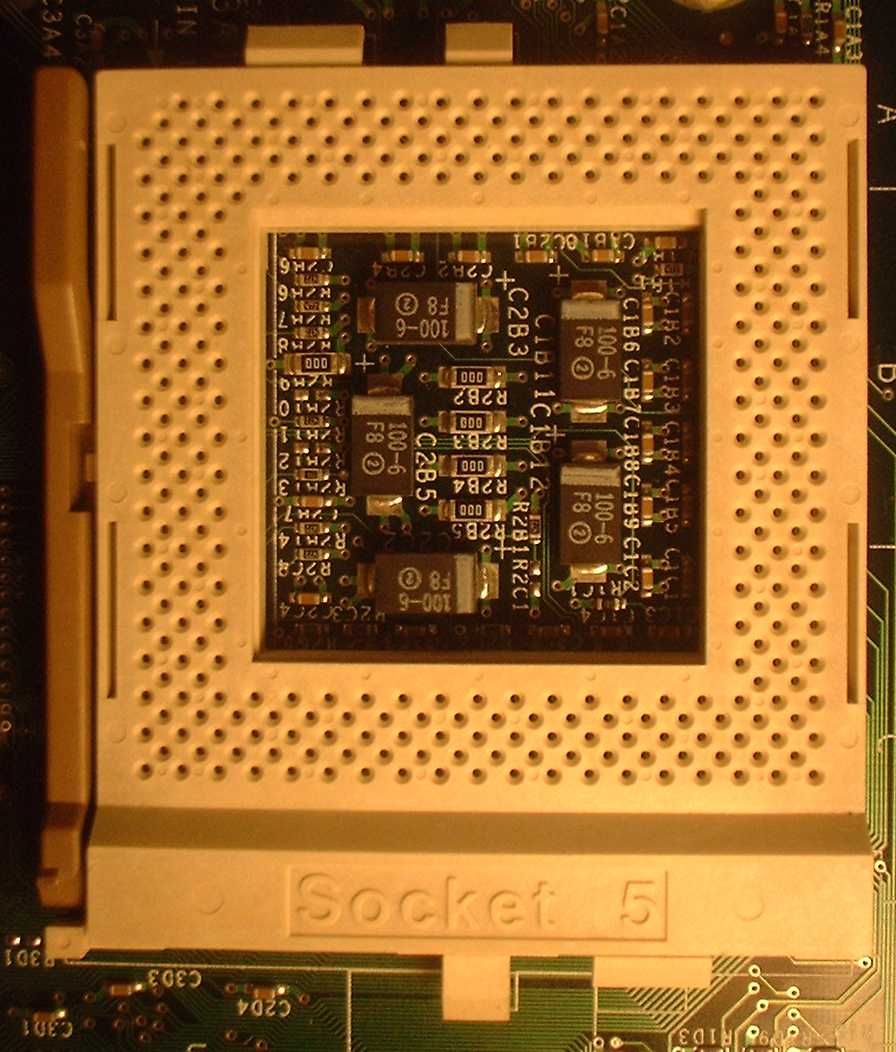
소켓 5

소켓 5(Socket 5)는 75~133MHz 속도로 작동하는 2세대 인텔 P5 펜티엄 프로세서와 코어 전압 3.3V의 특정 펜티엄 오버드라이브 및 펜티엄 MMX 프로세서용으로 만들어졌다. 이전 소켓 4를 대체한다. 1994년 3월에 출시되었다. 320개의 핀으로 구성된 이 소켓은 칩의 핀을 이전 소켓보다 더 가깝게 배치할 수 있는 SPGA를 사용한 최초의 소켓이었다. 소켓 5는 1995년에 소켓 7로 교체되었다.

## 같이 보기
- 인텔 마이크로프로세서 목록
- AMD 마이크로프로세서 목록